# 정래정
정래정(丁來正, 1923년 4월 9일~1979년 5월 2일)은 대한민국의 정치인이다. 제6·7대 국회의원을 지냈다.

## 학력
- 1942년 전라북도 이리농림학교 수의과 졸업
- 1948년 대한민국 육군사관학교 7기 졸업
- 1950년 미국 육군보병학교 초등군사반 졸업
- 1952년 대한민국 육군보병학교 고등군사반 졸업
- 1953년 대한민국 육군기갑학교 졸업
- 1955년 대한민국 육군대학 졸업
- 1958년 대한민국 국방대학교 졸업

## 경력
- 대한민국 육군 대령 예편
- 광주시장
- 제6대 국회의원(민주공화당, 전남 광주시 을)
- 제7대 국회의원(민주공화당, 전남 광주시 을)
- 민주공화당 전남제2지구당 위원장
- 전남장학회장
- 민주공화당 당기위원 및 정책심의위원
- 국회 교통체신위원장

## 역대 선거 결과
|  | 33.10% |

|  | 53.10% |

|  | 9.62% |